# Lista șefilor de stat din Dominica
Aceasta este o listă a guvernatorilor și a altor tipuri de administratori ai statului insular Dominica.

## Lista șefilor de stat din Dominica
| #   | Portrait | Name (Birth–Death)                   | Term of office    | Term of office    | Political party        |
| --- | -------- | ------------------------------------ | ----------------- | ----------------- | ---------------------- |
| 1   |          | Thomas Indian Warner                 | 1664              | 1674              |                        |
| 2   |          | Baron Willoughby                     | 1674              | 1700              |                        |
| 3   |          | Tobias Frere                         | 1700              | 1706              |                        |
| 4   |          | Claude Le Grand                      | 1706              | 1742              |                        |
| 5   |          | Descasseaux Bontemps                 | 1742              | 1754              |                        |
| 6   |          | Descasseaux                          | 1754              | 1754              |                        |
| 7   |          | Louis Robert de la Touche de Longpré | 1754              | 1761              |                        |
| 8   |          | Lord Rollo                           | 1761              | 1763              |                        |
| 9   |          | Robert Melvill                       | 1763              | 1765              |                        |
| 10  |          | George Scott                         | 1765              | 1768              |                        |
| 11  |          | Sir William Young                    | 1768              | 1773              |                        |
| 12  |          | William Stewart                      | 1773              | 1774              |                        |
| 13  |          | Thomas Shirley                       | 1774              | 1778              |                        |
| 14  |          | William Stewart                      | 1778              | 1778              |                        |
| 15  |          | Marie-Charles du Chilleau            | 1778              | 1781              |                        |
| 16  |          | Comte de Bourgon                     | 1781              | 1782              |                        |
| 17  |          | M. de Beaupré                        | 1782              | 1784              |                        |
| 18  |          | Sir John Orde                        | 1784              | 1789              |                        |
| 19  |          | Thomas Bruce                         | 1789              | 1790              |                        |
| 20  |          | Sir John Orde                        | 1790              | 1792              |                        |
| 21  |          | Thomas Bruce                         | 1792              | 1794              |                        |
| 22  |          | Henry Hamilton                       | 1794              | 1796              |                        |
| 23  |          | John Matson                          | 1796              | 1797              |                        |
| 24  |          | Andrew James Cochrane Johnstone      | 1797              | 1802              |                        |
| 25  |          | George Prévost                       | 1802              | 1805              |                        |
| 26  |          | George Metcalfe                      | 1805              | 1808              |                        |
| 27  |          | Edward Barnes                        | 1808              | 1808              |                        |
| 28  |          | James Montgomerie                    | 1808              | 1809              |                        |
| 29  |          | Edward Barnes                        | 1809              | 1812              |                        |
| 30  |          | John Corlet                          | 1812              | 1813              |                        |
| 31  |          | George Robert Ainslie                | 1813              | 1814              |                        |
| 32  |          | Benjamin Lucas                       | 1814              | 1816              |                        |
| 33  |          | Robert Reid                          | 1816              | 1816              |                        |
| 34  |          | Charles William Maxwell              | 1816              | 1819              |                        |
| 35  |          | Robert Reid                          | 1819              | 1820              |                        |
| 36  |          | Samuel Ford Whittingham              | 1820              | 1821              |                        |
| 37  |          | Robert Reid                          | 1821              | 1822              |                        |
| 38  |          | Earl of Huntingdon                   | 1822              | 1824              |                        |
| 39  |          | William Bremner                      | 1824              | 1824              |                        |
| 40  |          | William Nicolay                      | 1824              | 1827              |                        |
| 41  |          | John Laidlaw                         | 1827              | 1828              |                        |
| 42  |          | William Nicolay                      | 1828              | 1830              |                        |
| 43  |          | James Potter Lockhart                | 1830              | 1832              |                        |
| 44  |          | Evan John Murray Mac Gregor          | 1832              | 1833              |                        |
| 45  |          | Charles Marsh Schomberg              | 1833              | 1835              |                        |
| 46  |          | James Potter Lockhart                | 1835              | 1837              |                        |
| 47  |          | Henry Light                          | 1837              | 1838              |                        |
| 48  |          | John Longley                         | 1838              | 1838              |                        |
| 49  |          | S. Bridgewater                       | 1838              | 1839              |                        |
| 50  |          | John Macphail                        | 1839              | 1843              |                        |
| 51  |          | Dugald Stewart Laidlaw               | 1843              | 1845              |                        |
| 52  |          | George McDonald                      | 1845              | 1951              |                        |
| 53  |          | Samuel Wensley Blackall              | 1851              | 1861              |                        |
| 54  |          | Harry St. George Ord                 | 1857              | 1960              |                        |
| 55  |          | George Berkeley                      | 1860              | 1961              |                        |
| 56  |          | Thomas Price                         | 1861              | 1864              |                        |
| 57  |          | William Cleaver Francis Robinson     | 1864              | 1865              |                        |
| 58  |          | James Robert Longden                 | 1865              | 1867              |                        |
| 59  |          | Henry Ernest Gascoyne Bulwer         | 1867              | 1869              |                        |
| 60  |          | Sanford Freeling                     | 1869              | 1871              |                        |
| 61  |          | Neale Porter                         | 1871              | 1872              |                        |
| 62  |          | Alexander Wilson Moir                | 1872              | 1873              |                        |
| 63  |          | Charles Monroe Eldridge              | 1873              | 1882              |                        |
| 64  |          | James Meade                          | 1882              | 1887              |                        |
| 65  |          | George Ruthven Le Hunte              | 1887              | 1894              |                        |
| 66  |          | Edward Baynes                        | 1894              | 1895              |                        |
| 67  |          | Philip Arthur Templer                | 1895              | 1899              |                        |
| 68  |          | Hesketh Bell                         | 1899              | 1905              |                        |
| 69  |          | William Douglas Young                | 1905              | 1914              |                        |
| 70  |          | Edward Rawle Drayton                 | 1914              | 1915              |                        |
| 71  |          | Arthur William Mahaffy               | 1915              | 1919              |                        |
| 72  |          | Robert Walter                        | 1919              | 1923              |                        |
| 73  |          | Wilfred Bennett Davidson-Houston     | 1923              | 1924              |                        |
| 74  |          | Edward Carlyon Eliot                 | 1924              | 1927              |                        |
| 75  |          | Herbert Walter Peebles               | 1927              | 1928              |                        |
| 76  |          | Edward Carlyon Eliot                 | 1928              | 1930              |                        |
| 77  |          | Thomas Edwin Percival Baynes         | 1930              | 1931              |                        |
| 78  |          | Walter Andrew Bowring                | 1931              | 1933              |                        |
| 79  |          | Henry Bradshaw Popham                | 1933              | 1937              |                        |
| 80  |          | Thomas Edwin Percival Baynes         | 1937              | 1938              |                        |
| 81  |          | James Scott Neill                    | 1938              | 1946              |                        |
| 82  |          | Edwin Porter Arrowsmith              | 1946              | 1952              |                        |
| 83  |          | Henry Laurence Lindo                 | 1952              | 1960              |                        |
| 84  |          | Alec Lovelace                        | 1960              | 3 November 1965   |                        |
| 85  |          | Geoffrey Colin Guy                   | 3 November 1965   | 3 November 1967   | Independent            |
| 86  |          | Sir Louis Cools-Lartigue (1905–1993) | 3 November 1967   | 1968              | Independent            |
| 87  |          | Gerald Austin Winston                | 1968              | 1968              |                        |
| 88  |          | Sir Louis Cools-Lartigue (1905–1993) | 1968              | October 1970      |                        |
| 89  |          | Eustace Hazelwood Francis            | October 1970      | 3 November 1977   |                        |
| 90  |          | Sir Louis Cools-Lartigue (1905–1993) | 3 November 1977   | 3 November 1978   |                        |
| 91  |          | Sir Louis Cools-Lartigue (1905–1993) | 3 November 1978   | 16 January 1979   | Independent            |
| 92  |          | Fred Degazon (1913–2008)             | 16 January 1979   | 15 June 1979      | Independent            |
| 93  |          | Pershing Waldron                     | 15 June 1979      | 15 June 1979      |                        |
| 94  |          | Sir Louis Cools-Lartigue (1905–1993) | 15 June 1979      | 16 June 1979      | Independent            |
| 95  |          | Fred Degazon (1913–2008)             | 16 June 1979      | 21 June 1979      | Independent            |
| 96  |          | Jenner B. M. Armour (1932–2001)      | 21 June 1979      | 25 February 1980  | Independent            |
| 97  |          | Eden Bowers                          | 25 February 1980  | 25 February 1980  |                        |
| 98  |          | Aurelius Marie (1904–1995)           | 25 February 1980  | 19 December 1983  | Independent            |
| 99  |          | Marie Davis Pierre                   | 19 December 1983  | 19 December 1983  |                        |
| 100 |          | Clarence Seignoret (1919–2002)       | 19 December 1983  | 25 October 1993   | Dominica Labour Party  |
| 101 |          | Crispin Sorhaindo                    | 25 October 1993   | 5 October 1998    | Dominica Freedom Party |
| 102 |          | Neva Edwards                         | 1995              | 1995              |                        |
| 103 |          | Crispin Sorhaindo                    | 1995              | 5 October 1998    |                        |
| 104 |          | Vernon Shaw (1930–2013)              | 6 October 1998    | 2000              | United Workers' Party  |
| 105 |          | Osborne Symes                        | 2000              | 2000              |                        |
| 106 |          | Vernon Shaw (1930–2013)              | 2000              | 1 October 2003    |                        |
| 107 |          | Nicholas Liverpool (1934–2015)       | 1 October 2003    | 17 September 2012 | Independent            |
| 108 |          | Eliud Williams (1948–)               | 17 September 2012 | 2 October 2013    | Dominica Labour Party  |
| 109 |          | Alix Boyd Knights                    | 2 October 2013    | 2 October 2013    |                        |
| 110 |          | Charles Savarin (1943–)              | 2 October 2013    | 2 October 2023    | Dominica Labour Party  |
| 111 |          | Joseph Isaac                         | 10 February 2020  | 10 February 2020  |                        |
| 112 |          | Charles Savarin (1943–)              | 10 February 2020  | 2 October 2023    |                        |
| 113 |          | Sylvanie Burton (1965–)              | 2 October 2023    | Incumbent         | Dominica Labour Party  |

1. ↑  Left Dominica on 11 June 1979.
2. ↑  Acting for Degazon.
3. ↑  Acting for Degazon until 29 January 1980.
4. ↑  Sir Clarence Seignoret from 25 October 1985.